# Piano di Sorrento
Piano di Sorrento är en ort och kommun i storstadsregionen Neapel, innan 2015 provinsen Neapel, i regionen Kampanien i Italien. Kommunen hade 13 008 invånare (2017).